# Shuravi
Shuravi, shouravi, hoặc shurwi (tiếng Ba Tư: شوروی, tiếng Tajik: Шуравӣ) là thuật ngữ tiếng Ba Tư dùng để chỉ "Liên Xô", vốn bắt nguồn từ chữ shura (شورا), một từ gốc Ả Rập có nghĩa là "hội đồng".
Thuật ngữ này cũng là hình ảnh chung đại diện cho binh lính Liên Xô và chuyên gia quân sự ở Afghanistan. Hình ảnh này từng được lan truyền rộng rãi trong lòng người dân Afghanistan. Câu châm ngôn "Marg bar shouravi", nghĩa là "cái chết dành cho người Liên Xô", vốn rất phổ biến trong giới mujahideen.
Những cựu chiến binh Nga trong chiến tranh Liên Xô–Afghanistan thường tự gọi mình là Shuravi. Hiện tại, từ này được sử dụng ở Iran (mang tính trung lập hoặc thậm chí tích cực) có nghĩa là "Liên Xô".